# Bukowo (przystanek kolejowy)
Bukowo – przystanek osobowy w miejscowości Bukowo, w województwie opolskim, w powiecie opolskim, w gminie Murów, w Polsce.
Drewniany budynek stacyjny o konstrukcji szkieletowej został w 2016 roku wpisany na listę zabytków.

## Ruch pasażerski
W roku 2017 przystanek obsługiwał 0–9 pasażerów na dobę. W roku 2022 dobowa wymiana pasażerska na stacji wynosiła 0-9 pasażerów.